# Második piavei csata
A II. piavei csata döntő győzelmet jelentett az első világháborúban, az olasz fronton harcoló antant csapatok számára. Az antant győzelme szétzilálta a Monarchia hadseregét, közvetlen előmozdítója volt a Monarchia összeomlásának. Az I. piavei csata caporettói áttörés, a III. piavei csata pedig Vittorio Venetó-i csata néven ismeretes.

## A haderők
A caporettói áttörés után az olasz csapatok irányítóját, Luigi Cadorna tábornokot menesztették, helyére Armando Diaz került. 1917 őszén és telén Olaszországba antant csapatok érkeztek, így francia, angol hadosztályok, egy jelképes nagyságú amerikai erő, és egy propagandisztikus célú, csehszlovák önkéntesekből álló önálló egység). Az antant csapatok nagyobb számban állomásoztak a térségben, mint a Monarchia erői, a német csapatokat átirányították a nyugati frontra. A Monarchia fegyverzeti ellátottsága rendkívül silánynak volt mondható, rendkívül kevés utánpótlást kaptak a hátországból. A hadsereg élelmiszerrel való ellátottsága minimális volt.

## A támadás előkészítése
Az Osztrák–Magyar Monarchia a caporettói áttörés során döntő győzelmet aratott az olasz haderők felett, ám az első piavei csata során nem sikerült annyira előretörnie, hogy bekeríthesse az olasz és antant főerőket. A tél beálltával 1917. december 2-án leállították az első piavei offenzívát. Az Osztrák–Magyar Monarchia hadvezetése elkezdte egy 1918 júniusában végrehajtandó új támadás tervezését. A Monarchia a keleti fronton felszabadult erőit az olasz frontra helyezte át, ám a keleti frontról érkező katonákban nagyon nagy volt az ellenállás a háború további folytatásával szemben, nem akartak tovább harcolni. Arz Artúr, a Monarchia új vezérkari főnöke, akit az új uralkodó, Károly császár nevezett ki, mindenképpen támadni akart, holott a csapatok ellátmánya és morálja katasztrofális szinten állt. Május 28-án Svetozar Borojević, a piavei hadseregcsoport parancsnoka a támadás elhalasztását javasolta, de véleményét nem fogadták el.

## A csata
A támadás június 15-én kezdődött Dél-Tirolban, Franz Conrad von Hötzendorf tiroli hadseregcsoport parancsnok Verona elfoglalását tűzte ki célul. Diaz tábornok pontosan ismerte a Monarchia csapatainak támadási idejét: június 15. éjjel 3:00. Az olasz csapatok felkészülten fogadták a Piavén átkelő monarchiabeli csapatokat, az előrenyomuló csapatok nagy veszteségeket szenvedtek a lövegek és a puskák lövéseitől. Miközben északon az olasz csapatok visszaszorították Conrad hadseregét, Svetozar Borojević csapataival délen tört előre, az Adriai-tenger partvonala mentén, szintén 1918. június 15-én. A Piavén ugyan sikeresen átkeltek a Monarchia csapatai, ám az olasz ellentámadások és az utánpótlási hiányosságok következtében a támadás június 17-én összeomlott. A visszavonuló monarchiabeli csapatokra pedig egy újabb teher hárult: a megáradt Piave folyón a visszavonulás lelassult, megakadt. Az antant csapatok kihasználták a kedvező alkalmat és 1918. június 18-án ellentámadást indítottak Svetozar Borojević csapatai ellen. Az ellentámadás hatalmas vérveszteségekkel járt a Monarchia oldalán. Június 22-én Diaz csapatai visszafoglalták a Piavétől nyugatra fekvő területeket és leállították az ellentámadást.

## Eredmények

### Osztrák–Magyar Monarchia

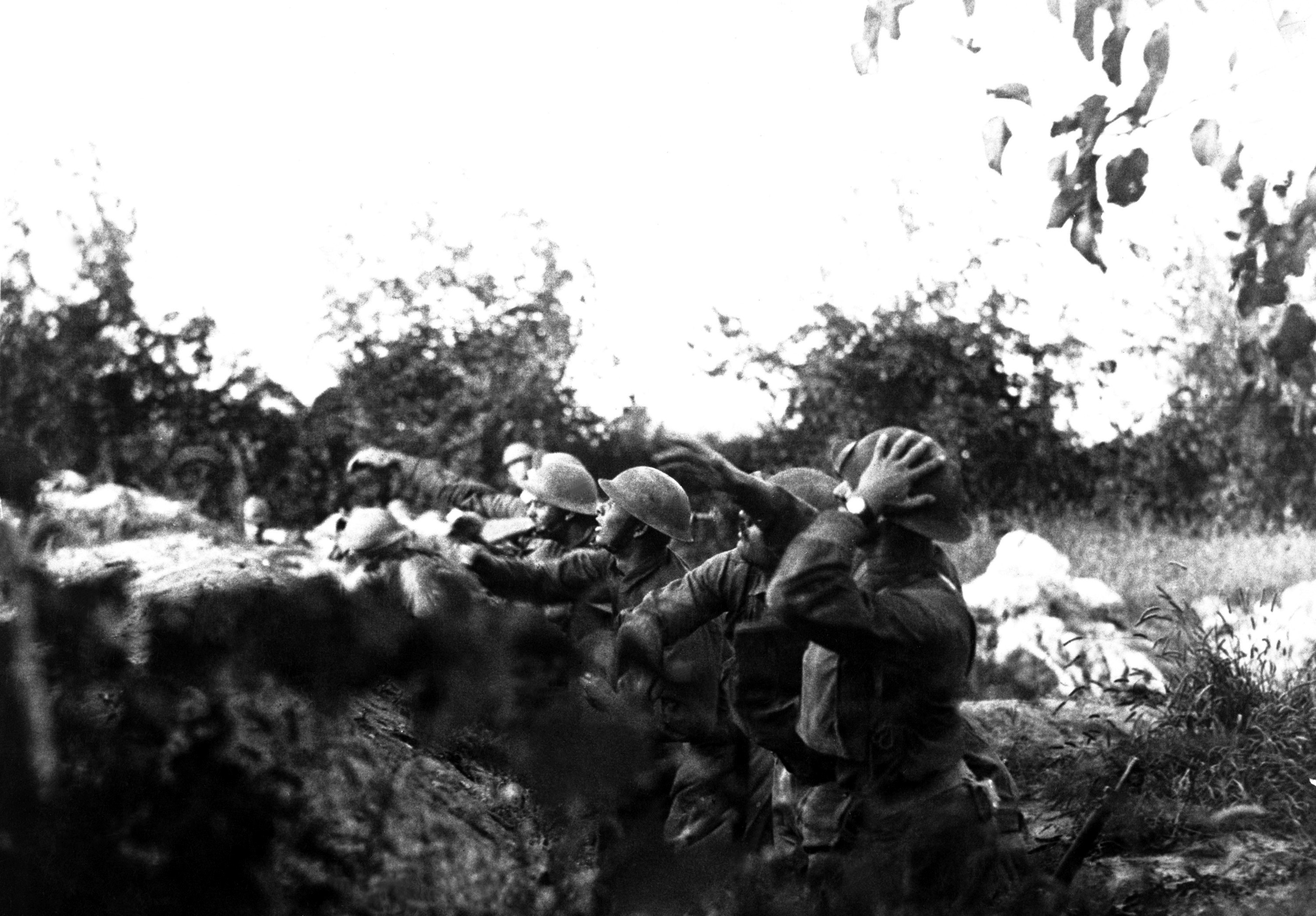
Amerikai katonák kézigránátot dobnak az osztrák állások felé a piavei fronton 1918. szeptember 16-án

A II. piavei csata az Osztrák–Magyar Monarchia utolsó nagy offenzívája volt az első világháborúban. A kudarc felgyorsította a Monarchia erőinek összeomlását, vereségét. A hátországban elégedetlenségi és háborúellenes tiltakozások söpörtek végig. A II. piavei csata azt jelentette a Monarchia számára, mint amit a Caporettói áttörés Olaszországnak. Világossá vált, hogy minél tovább tart a háború, annál erősebbek lesznek az olasz fronton állomásozó antant csapatok. A Monarchia hadvezetése belátta, hogy Olaszország megtörése és elfoglalása nem lehetséges. Kérdéssé vált, hogy van-e értelme tovább harcolni Olaszország ellen, vagy kiegyezésre, fegyverszünetre kell törekedni.

### Olaszország
Az antant csapatok először értek el döntő győzelmet az olasz fronton 1915 óta, ez a győzelem lehetővé tette, hogy a XI. isonzói csata óta először az olasz csapatok ismét támadást intézhessenek a Monarchia állásai ellen. A gyors támadás csak azért nem indult meg, mert a nyugati frontról nem tudtak elegendő antant csapatot az olasz frontra szállítani és a visszavonuló monarchiabeli csapatok újból megerősítették pozícióikat a Piave mentén. Az olaszok és a térségben állomásozó antant csapatok egyelőre nem támadtak, várták, hogy a nyugati frontról erősítés érkezzen egy nagyszabású antant támadáshoz, mellyel a Monarchiát fegyverszünetre kényszeríthetik.